# Gazeka
Gazeka, Gazeka de Monckton,  o más popularmente «cerdo diablo papú», es un críptido, un animal imaginario. Se dice que fue visto en Papúa Nueva Guinea a principios del siglo xx, y su aspecto sería parecido a un tapir o un perezoso gigante, con un hocico largo, parecido al rictus de un trompetista, descendiente de algún marsupial extinto perteneciente a la familia Palorchestidae.

## Historia
Totalmente separado de esa criptozoología (a la que el nombre de 'Monckton's Gazeka' fue aplicado confusamente por persona(s) desconocida(s)) es la 'real' Gazeka, que fue la creación del actor cómico inglés George Graves, quien la introdujo como una obra secundaria en el musical, The Little Michus en elt Daly's Theatre, de Londres, en 1905. Así lo describió una revista contemporánea: «Según el Sr. Graves, la Gazeka fue descubierta por primera vez por un explorador que fue acompañado en sus viajes por una caja de whisky, y que medio creyó que la había visto antes en una especie de sueño».
La idea de Graves se convirtió en una moda de la temporada y George Edwardes organizó un concurso para animar a los artistas para realizar bocetos de cómo podría ser la bestia, Charles Folkard ganó el concurso, y la Gazeka apareció repentinamente en forma de varios artículos de joyería de novedad, amuletos, etc., y fue recogida por Perrier, los fabricantes de agua con gas, para una serie de anuncios. A los niños que asistían a las representaciones matinales en Daly's durante las vacaciones navideñas de 1905-1906 se les presentó «una Gazeka materializada, el Juguete Único de la Temporada», que también figuraba en una canción y baile especial en el espectáculo Akezag, en el Hipódromo de Londres, en la Navidad de 1905.
Firby-Smith, un colegial de la novela Mike de P. G. Wodehouse de 1909, tiene el apodo de "Gazeka" por un supuesto parecido físico.